# 下立駅
下立駅（おりたてえき）は、富山県黒部市宇奈月町下立にある富山地方鉄道本線の駅である。駅番号はT37。

## 歴史

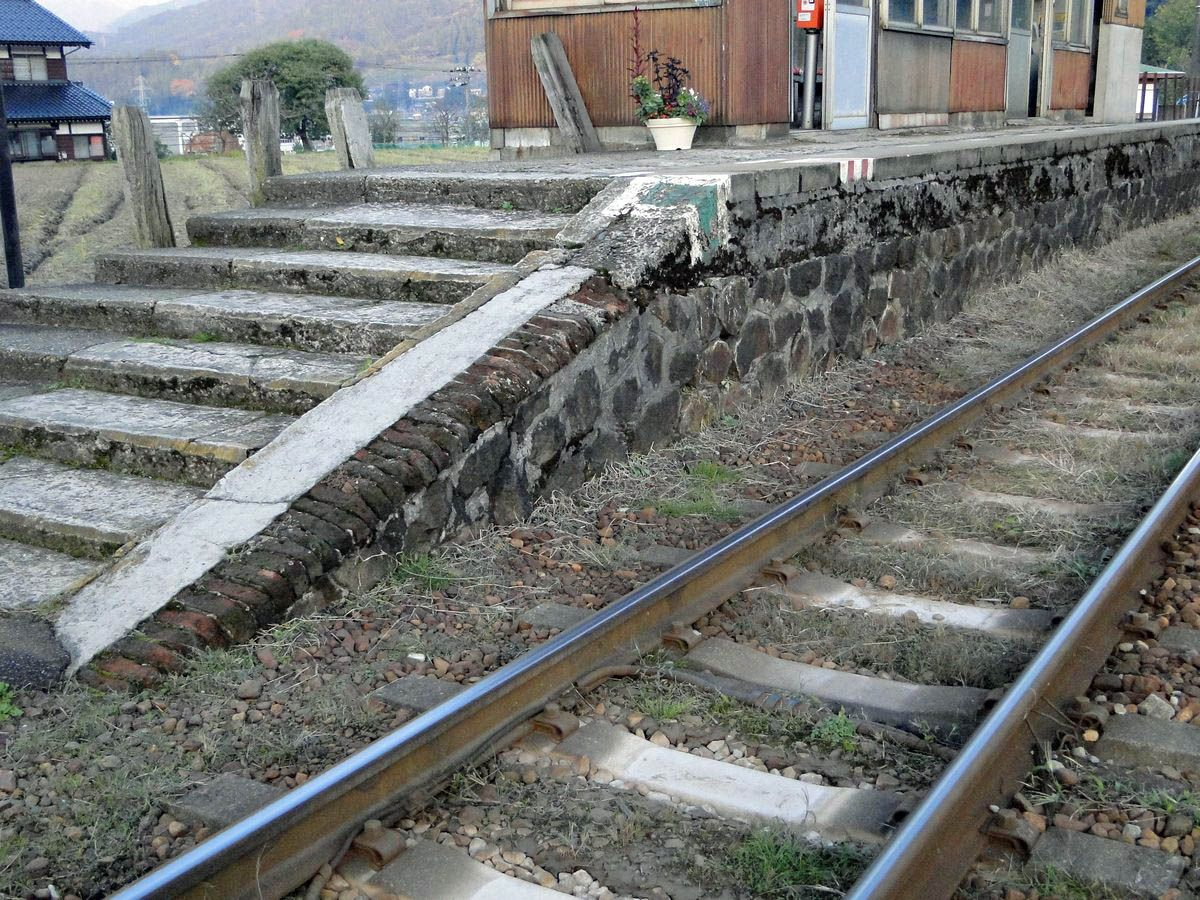
鉄道の変遷跡を示すホーム（2010年11月）

- 1922年（大正11年）11月5日：黒部鉄道により三日市駅（現在のあいの風とやま鉄道黒部駅） - 下立駅間10.1kmが 開業[1]。
- 1923年（大正12年）11月21日：下立駅 - 桃原駅（現在の宇奈月温泉駅）間7.1kmが開業。三日市駅から桃原駅に至る全長17.2km全線が開通した[1][2]。
- 1943年（昭和18年）
  - 1月1日：富山県内の全鉄道会社が富山電気鉄道を中心とする富山地方鉄道（地鉄）に統合され、同社の黒部線となる[1]。
  - 11月11日：旧黒部鉄道の路線は600Vから1500Vへの昇圧工事が完了し、電鉄富山駅からの直通運転が開始された[1]。
- 1944年（昭和19年）5月18日：休止[3]。
- 1951年（昭和26年）8月30日：営業再開[3]。

## 駅構造
単式ホーム1面1線を持つ地上駅。無人駅である。

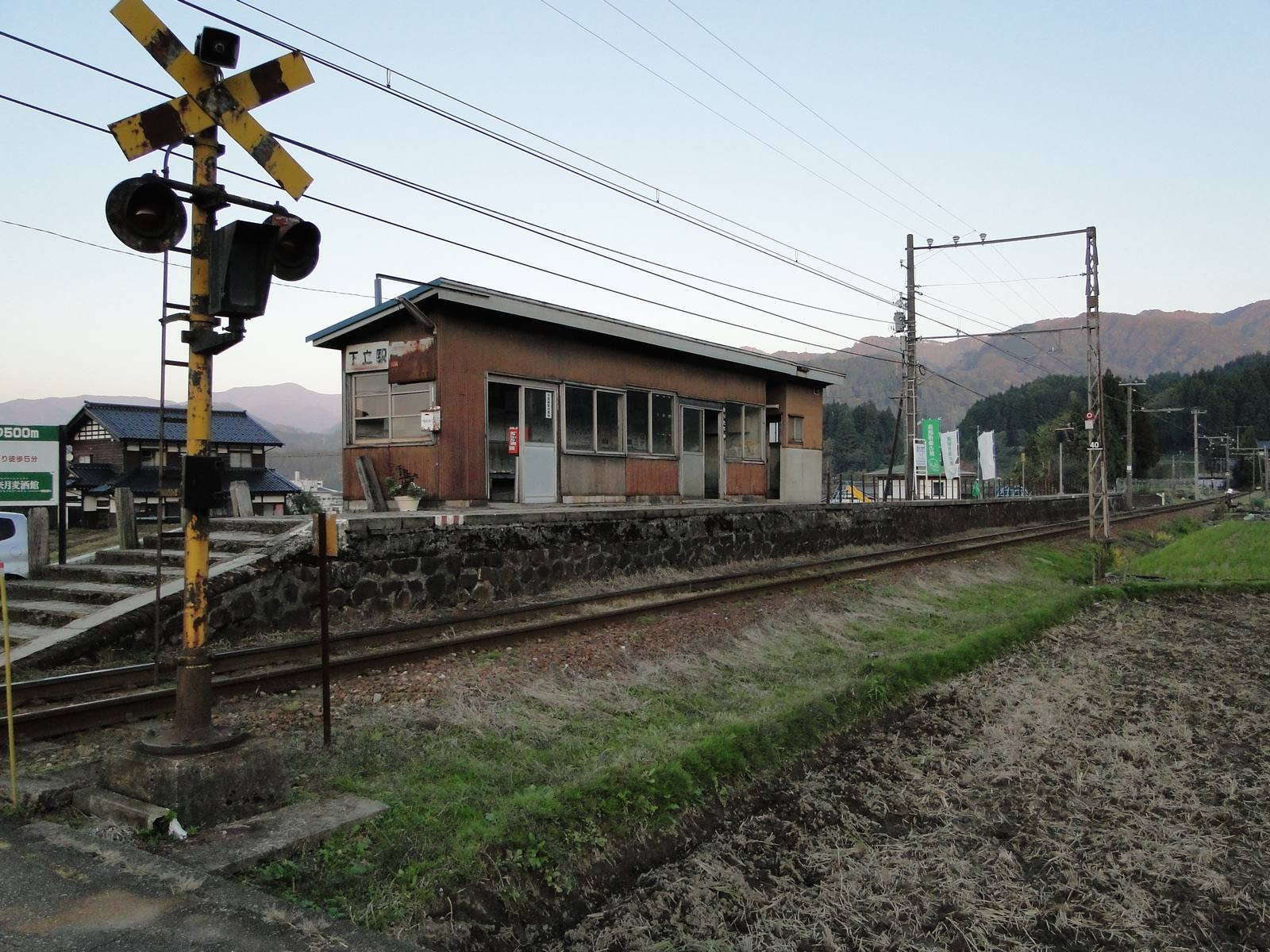
改修前の様子（2010年11月）

## 利用状況
「統計黒部」によると、2019年度の一日平均乗降人員は89人であった。なお、2003年度以降の乗降人員は以下の通りである。
| 年度   | 一日平均 乗降人員 |
| ------ | ----------------- |
| 2003年 | 93                |
| 2004年 | 91                |
| 2005年 | 94                |
| 2006年 | 90                |
| 2007年 | 88                |
| 2008年 | 88                |
| 2009年 | 87                |
| 2010年 | 89                |
| 2011年 | 89                |
| 2012年 | 91                |
| 2013年 | 93                |
| 2014年 | 87                |
| 2015年 | 93                |
| 2016年 | 89                |
| 2017年 | 93                |
| 2018年 | 93                |
| 2019年 | 89                |
| 2020年 | 73                |
| 2021年 | 66                |
| 2022年 | 74                |

## 駅周辺
- 旧・黒部市立宇奈月中学校
- 黒部市立図書館宇奈月館（うなづき友学館）
- 道の駅うなづき（宇奈月麦酒館）

## その他
- 駅のある下立地区では、古くからえびす講が行われている。毎年11月20日の夕方には「沢山金を儲けたえびす様が電車に乗って帰ってくる」という設定になっており、家々から提灯を掲げて下立駅で神様を出迎える行事が行われていた[5]。
- ホームのレンガ部分が黒部鉄道当時の物でその後、富山電気鉄道と接続統合後に嵩上げされた。階段部分は後に拡幅され、ホームが延長された箇所もある。

## 隣の駅
富山地方鉄道
■本線
■アルペン特急・■特急
通過
■急行（上りのみ運転）・■普通
下立口駅（T36） - 下立駅（T37） - 愛本駅（T38）